# Agenția Națională pentru Reglementare în Energetică
Agenția Națională pentru Reglementare în Energetică a Republicii Moldova (ANRE) reprezintă autoritatea publică centrală de reglementare și monitorizare a sectoarelor din domeniul energetic (gaze naturale, energie electrică, energie termică, energie regenerabilă, produse petroliere) din Republica Moldova. Are statut de persoană juridică și nu se subordonează niciunei alte autorități publice sau private, cu excepția cazurilor stipulate de lege.
Agenția dispune de bilanț propriu, de conturi curente la bănci, inclusiv în valută străină, de ștampilă cu stema de stat și cu denumirea sa.

## Misiune și funcții de bază
Agenția implementează politica statului privind reglementarea în sectoarele energetice, asigură reglementarea și monitorizarea funcționării eficiente a pieței de energie și desfășurarea activităților în sectoarele energetice în condiții de accesibilitate, disponibilitate, fiabilitate, continuitate, competitivitate și transparență, cu respectarea normelor de calitate, de securitate și de protecție a mediului.
În vederea realizării misiunii sale privind asigurarea nediscriminării, a concurenței loiale și a funcționării eficiente a pieței de energie, Agenția îndeplinește următoarele funcții de bază:
a) elaborează și aprobă regulamente, metodologii și alte acte normative din domeniul energetic în cazurile prevăzute de legislația în vigoare;
b) supraveghează sectoarele din domeniul energetic și modalitatea în care întreprinderile din sectorul energetic respectă actele normative în domeniu;
c) promovează, monitorizează și asigură concurența loială în sectoarele reglementate;
d) eliberează licențe pentru desfășurarea, pe piețele de energie, a activităților autorizate în conformitate cu Legea nr. 1525-XIII din 19 februarie 1998 cu privire la energetică, Legea nr. 461-XV din 30 iulie 2001 privind piața produselor petroliere, Legea nr. 123-XVIII din 23 decembrie 2009 cu privire la gazele naturale, Legea nr. 124-XVIII din 23 decembrie 2009 cu privire la energia electrică și Legea nr. 451-XV din 30 iulie 2001 privind reglementarea prin licențiere a activității de întreprinzător;
e) monitorizează și controlează, în modul și în limitele stabilite de legile menționate la lit. d), respectarea de către titularii de licențe a condițiilor stabilite pentru desfășurarea activităților autorizate;
f) modifică, suspendă temporar și retrage licențele în cazurile și conform procedurii prevăzute de legile menționate la lit. d);
g) promovează o politică tarifară adecvată, care corespunde principiilor economiei de piață, astfel încât să fie asigurată în egală măsură protecția drepturilor consumatorilor finali și profitabilitatea întreprinderilor din sectorul energetic;
h) în cazurile stipulate de lege, aprobă tarifele calculate în conformitate cu metodologiile aprobate de Agenție și monitorizează corectitudinea aplicării acestora;
i) supraveghează respectarea principiului „eficiență maximă la costuri minime” de către întreprinderile din sectorul energetic la calculul tarifelor pentru activitățile reglementate și prezentarea spre aprobare a acestora;
j) promovează protecția drepturilor și a intereselor legale ale consumatorilor, exercită controlul privind modul de respectare a drepturilor consumatorilor, examinează petițiile și plângerile consumatorilor și soluționează neânțelegerile dintre consumatori și furnizori, în limita competențelor sale.

## Conducerea
Agenția este condusă de un Consiliu de administrație, organ colegial alcătuit din 5 directori. Hotărârile Consiliului de administrație se adoptă cu votul majorității membrilor acestuia. Fiecare director deține un singur vot. Hotărârile Consiliului de administrație se semnează numai de către membrii consiliului.
Parlamentul desemnează pe unul din cei 5 directori ai Consiliului de administrație al agenției în funcția de director general al Consiliului.
Directorul general al Consiliului de administrație este desemnat de Parlamentul Republicii Moldova la propunerea Președintelui Parlamentului, având avizul pozitiv al comisiei parlamentare de profil. Directorii Consiliului de administrație sunt desemnați de Parlament la propunerea comisiei parlamentare de profil. Toți directorii sunt desemnați pentru o perioadă de 6 ani. în cazul intervenirii, din diverse motive, a vacanței funcției de director al Consiliului de administrație, Parlamentul, în termen de o lună, desemnează un nou director. La prima desemnare, directorii Consiliului de administrație al agenției sunt desemnați de parlament în felul următor: directorul general este desemnat pe un termen de 6 ani, doi directori – pe un termen de 4 ani, iar alți doi – pe un termen de 2 ani. Niciunul dintre membrii Consiliului de administrație nu poate deține această funcție mai mult de 12 ani.
Directorul Consiliului de administrație trebuie să fie cetățean al Republicii Moldova, să aibă studii superioare în domeniul tehnic, economic sau juridic și o experiență de lucru în domeniul respectiv, inclusiv experiență de cel puțin 3 ani Într-o funcție administrativă.
Directorul Consiliului de administrație se angajează să acționeze independent și obiectiv, în interes public, fără a solicita sau urma instrucțiuni de natură politică. în acest sens, fiecare director redactează o declarație de angajament și o declarație de interese, indicând absența oricăror interese care ar putea fi considerate susceptibile de a-i prejudicia independența. Declarațiile respective sunt făcute publice și publicate pe pagina web a agenției în fiecare an.
În cazul în care termenul regulamentar pentru care este desemnat directorul Consiliului de administrație expiră sau a expirat, iar succesorul său nu a fost desemnat de Parlament, directorul respectiv continuă să-și exercite funcția până la ocuparea acesteia de către succesorul în funcție.
Încetarea funcției de director al Consiliului de administrație poate interveni prin demisie sau eliberare din funcție. Directorul poate fi eliberat din funcție de către Parlament în cazul: 
    a) pierderii cetățeniei Republicii Moldova; 
    b) imposibilității exercitării funcției din motive de sănătate; 
    c) accederii la o altă funcție; 
    d) condamnării pentru infracțiuni savârșire cu intenție și/sau condamnării la privațiune de libertate prin hotărârea irevocabilă a instanței de judecată;
    e) existenței unui act de constatare rămas definitiv prin care s-a stabilit emiterea/adoptarea de către acesta a unui act administrativ sau Încheierea unui act juridic cu încălcarea dispozițiilor legale privind conflictul de interese;
    f) aflării în stare de incompatibilitate, fapt stabilit prin actul de constatare rămas definitiv.
La Întreprinderile a căror activitate este reglementată de Agenție în corespundere cu prezentul Regulament, directorul Consiliului de administrație nu are dreptul: 
    a) să desfășoare activități remunerate sau să obțină alte avantaje; 
    b) să dețină acțiuni ale acestor Întreprinderi; 
    c) să obțină câștiguri financiare sau materiale datorită funcției pe care o deține; 
    d) să faciliteze angajarea proprie sau angajarea altor persoane la aceste întreprinderi.
În decurs de 2 ani după eliberarea din funcția de director al Consiliului de administrație, persoana respectivă nu poate ocupa funcții la Întreprinderile a căror activitate este reglementată de agenție.

### Directorul general
Directorul general al Consiliului de administrație are următoarele atribuții:
    a) organizează activitatea Consiliului de administrație, ai cărui membri poartă răspundere personală pentru deciziile adoptate și pentru îndeplinirea atribuțiilor agenției; 
    b) numește și eliberează din funcții, modifică, suspendă și desface contractele individuale de muncă cu angajații, în condițiile legii, având consimțământul a cel puțin unuia dintre membrii Consiliului de administrație;
    c) convoacă și prezidează ședințele Consiliului de administrație; 
    d) aprobă ordinea de zi a ședințelor Consiliului de administrație;
    e) emite ordine și dispoziții ce vizează activitatea personalului agenției și controlează executarea acestora; 
    f) semnează documentele financiare și bancare, rapoartele agenției și poartă răspundere personală pentru activitatea economico-financiară a agenției; 
    g) aprobă lista obligațiilor de serviciu ale personalului agenției care poartă răspundere pentru îndeplinirea deciziilor Consiliului de administrație; 
    h) aplică, prin ordin, sancțiuni disciplinare membrilor personalului cu consultarea prealabilă obligatorie a Consiliului de administrație;
    i) participă, în caz de necesitate, la ședințele Parlamentului și ale Guvernului în probleme de reglementare și monitorizare a funcționării eficiente a piețelor de energie;
    j) până în data de 1 iunie a fiecărui an, prezintă Parlamentului raportul despre activitatea agenției din anul precedent. Raportul prezentat este făcut public și se plasează pe pagina web a agenției;
    k) Încheie contracte de prestare a serviciilor cu specialiști din alte domenii; 
    l) reprezintă interesele agenției în relațiile cu persoane juridice autohtone și străine, încheie contracte pe chestiuni ce țin de competența agenției; 
    m) asigură pregătirea și perfecționarea cadrelor, organizează dotarea tehnico-materială a agenției;
    n) exercită și alte atribuții prevăzute de lege.
În absența directorului general, aceste atribuții sunt exercitate de către directorul împuternicit.

### Consiliul de administrație
Consiliul de administrație are următoarele atribuții:
    a) aprobă structura organizatorică a agenției; 
    b) aprobă regulamentul de ordine interioară al agenției;
    c) aprobă planul anual de activitate al agenției;
    d) semnează hotărârile, regulamentele și alte acte normative adoptate de Consiliul de administrație al agenției;
    e) coordonează activitatea subdiviziunilor structurale;
    f) coordonează procesul de elaborare a reglementărilor în domeniul energiei electrice, al gazelor naturale, al produselor petroliere, al investițiilor și calității serviciilor prestate în domeniile respective;
    g) coordonează procesul de pregătire a materialelor ce țin de eliberarea, modificarea, suspendarea și retragerea licențelor și aprobă planurile de investiții; 
    h) asigură monitorizarea respectării de către titularii de licențe a condițiilor stipulate în licențe, a calității serviciilor prestate, precum și a reglementărilor cu privire la protecția consumatorilor;
    i) asigură colaborarea agenției cu organizațiile neguvernamentale în vederea elaborării strategiilor și a politicilor de reglementare;
    j) alte atribuții prevăzute de lege.
Procedura de organizare și desfășurare a ședințelor Consiliului de administrație și de efectuare a lucrărilor de secretariat se stabilește printr-un regulament aprobat de Consiliul de administrație.
Pe lângă agenție se constituie Consiliul de experți, în calitate de organ consultativ. Modul de constituire, componența și atribuțiile acestui organ se stabilesc printr-un regulament care se aprobă de Consiliul de administrație și se pune în aplicare prin ordinul directorului general al agenției.

#### Consiliul de administrație actual
Actualul consiliu de administrație e format din:
- Sergiu Ciobanu, director ANRE din ianuarie 2014; iulie 2013 - septembrie 2013 – director General al ANRE
- Octavian Lungu, director ANRE din ianuarie 2014
- Iurie Onica, director ANRE din iulie 2013
- Ghenadie Pârțu, director ANRE din iulie 2013

## Deciziile și hotărârile
Hotărârile agenției se adoptă de către Consiliul de administrație în vederea organizării executării legilor. Hotărârile agenției care prezintă interes public, precum și informația cu privire la licențele eliberate sunt publicate în Monitorul Oficial al Republicii Moldova.
Fiecare decizie a agenției se emite de către un singur director în vederea organizării executării reglementărilor în sectorul energetic și organizării activității interne aagenției și se adresează unor destinatari individuali.
Deciziile și hotărârile agenției pot fi contestate în instanța de contencios administrativ în conformitate cu prevederile Legii contenciosului administrativ nr. 793-XIV din 10 februarie 2000.

## Rapoarte
Anual, agenția trebuie să prezinte câteva rapoarte:
- Până în data de 31 martie – raportul despre activitatea desfășurată în anul precedent, precum și despre monitorizarea activității participanților la piața de energie, care se plasează pe pagina sa web.
- Până în data de 1 martie – raportul financiar despre plățile regulatorii efectuate prin contul său curent, precum și despre cheltuielile efectuate de pe acest cont în anul precedent. în raportul financiar se indică, de asemenea, împrumuturile bancare contractate și alte mijloace utilizate de Agenție. Raportul financiar se publică în Monitorul Oficial al Republicii Moldova și pe pagina web a agenției.
- Până la finele primului trimestru – raportul privind transparența în procesul de elaborare și aprobare a hotărîrilor Consiliului de administrație în anul precedent. Se plasează pe pagina web.